# 久世インターチェンジ
久世インターチェンジ（くせインターチェンジ）は、岡山県真庭市目木の米子自動車道のインターチェンジ。

## 道路
- E73 米子自動車道（1番）

## 接続する道路
- 国道181号

## 周辺
- 真庭市コミュニティバス「まにわくん」勝山・追分ルート 中原バス停（国道181号）
- 勝山町並み保存地区 - 車で約20分

## バス停留所
料金所外側に高速道路用のバス停留所（久世バスストップ）が設けられている。2005年（平成17年）2月1日から一旦休止となっていたが、2009年（平成21年）4月1日に再開された。
現在、下記の2路線のみが停車する。
- 山陰特急バス（大阪（なんば） - 真庭（久世・湯原）・倉吉、昼行1往復）
- 真庭市コミュニティバス「まにわくん」勝山・追分ルート（真庭市役所 → 久世インター → 追分口、片道1本のみ）

### 停車する路線

#### 高速バス
| のりば   | 方面         | 愛称         | 会社名                               | 行先                          | 備考               |
| -------- | ------------ | ------------ | ------------------------------------ | ----------------------------- | ------------------ |
| 料金所外 | 米子道上り線 | 山陰特急バス | 日本交通 (鳥取県)・日本交通 (大阪府) | 大阪（なんば (OCAT)・弁天町） | 倉吉発着便のみ停車 |
| 料金所外 | 米子道下り線 | 降車専用     | 降車専用                             | 降車専用                      | 降車専用           |

#### 路線バス
| のりば   | 方面              | 路線番号 | 会社名     | 行先・方面など                         | 備考                                             |
| -------- | ----------------- | -------- | ---------- | -------------------------------------- | ------------------------------------------------ |
| 料金所外 | 国道181号津山方面 | 23       | まにわくん | （勝山・追分ルート）美作追分駅・追分口 | 平日のみ運行。午前7時28分に発車する1便のみの運行 |

## 隣
E73 米子自動車道
(15) 落合JCT - (1) 久世IC/BS - 上野PA - (2) 湯原IC/BS